# Ludger Gailing
Ludger Gailing (* 1976 in Dortmund) ist ein deutscher Regionalplaner und Professor am Fachgebiet Regionalplanung der Brandenburgischen Technischen Universität Cottbus-Senftenberg.

## Leben
Von 1995 bis 2002 absolvierte er an der Universität Dortmund den Diplomstudiengang Raumplanung. Von 2003 bis 2016 war er wissenschaftlicher Mitarbeiter am Leibniz-Institut für Regionalentwicklung und Strukturplanung (IRS) in Erkner. Von 2009 bis 2013 promovierte er an der Fakultät für Raumplanung der Technischen Universität Dortmund zu regionaler Kulturlandschaftspolitik. Von 2017 bis 2020 war er kommissarischer Abteilungsleiter der Forschungsabteilung „Institutionenwandel und regionale Gemeinschaftsgüter“ am Leibniz-Institut für Raumbezogene Sozialforschung (IRS) in Erkner. Seit September 2020 ist er Professor für „Regionalplanung“ an der BTU Cottbus-Senftenberg.

## Schriften (Auswahl)
- mit Micha Fedrowitz: Zusammen wohnen. Gemeinschaftliche Wohnprojekte als Strategie sozialer und ökologischer Stadtentwicklung. Dortmund 2003, ISBN 3-88211-141-0.
- Regionalparks. Grundlagen und Instrumente der Freiraumpolitik in Verdichtungsräumen. Dortmund 2005, ISBN 3-88211-153-4.
- mit Sören Becker und Matthias Naumann: Neue Energielandschaften – neue Akteurslandschaften. Eine Bestandsaufnahme im Land Brandenburg. Berlin 2012.
- Kulturlandschaftspolitik. Die gesellschaftliche Konstituierung von Kulturlandschaft durch Institutionen und Governance. Detmold 2014, ISBN 978-3-939486-82-4.